# Pogrom de Iași
Le pogrom de Iași du 27 juin 1941 est un épisode de la Shoah en Roumanie, un crime perpétré pendant la Seconde Guerre mondiale par le régime fasciste roumain dans la ville de Iași contre sa population juive. Ce pogrom qui s'inscrit dans l'histoire moderne du peuple juif s'est soldé, selon les autorités roumaines, par la mort d'un dixième de la population totale de la ville à l'époque, soit au moins 13 226 victimes sur les 34 662 Juifs iassiotes recensés.

## Contexte historique

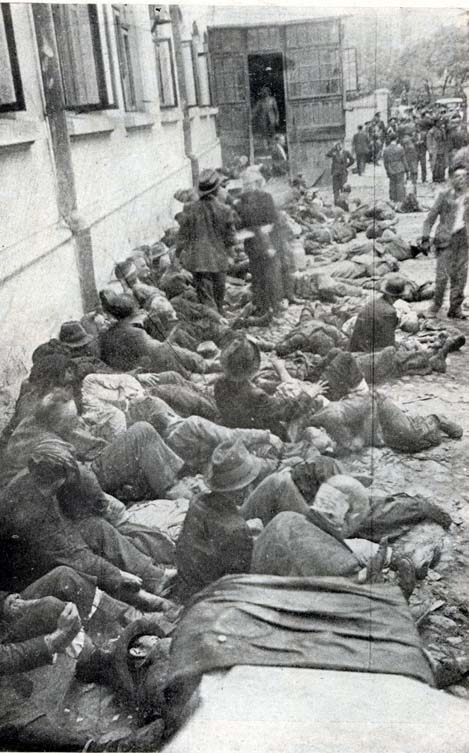
Juifs captifs dans la cour de la Questure de Iași le 29 juin 1941, certains mourants ou morts de chaleur et de soif.

À la suite du pacte Hitler-Staline, l'occupation soviétique de la Bessarabie et de la Bucovine du Nord en juin 1940 (à forte population juive : environ 250 000 personnes pour la plupart russophones) précipite la Roumanie dans l'orbite du Troisième Reich en octobre 1940, permettant l'avènement d'un régime fasciste qui considère tous les Juifs indistinctement comme sympathisants communistes et « ennemis de la nation ». 
Le 22 juin 1941, la Roumanie entre en guerre aux côtés de l'Allemagne en participant à l'invasion de l'Union soviétique, officiellement dans le but de récupérer les territoires envahis par l'URSS. Dès lors, ce régime développe sa propre politique antisémite : pendant les années 1941-1942, trente-deux lois, trente-et-un décrets et dix-sept résolutions gouvernementales antisémites sont publiés dans le Monitorul Oficial (journal officiel), et l'armée, la gendarmerie et la police sont engagées dans des actions d'extermination des Juifs.
Depuis le 22 juin 1941 (début de la guerre pour la Roumanie), la presse d'État affirmait « que des parachutistes soviétiques auraient été largués aux environs de Iași, accueillis, guidés et hébergés par les Juifs » locaux. 
Mais déjà dans la semaine précédant le pogrom, d'autres signes annonciateurs du massacre étaient apparus : les maisons habitées par des chrétiens sont marquées d'une croix, les hommes juifs sont réquisitionnés pour creuser de larges tranchées dans le cimetière juif, et les soldats commencent à perquisitionner (et souvent piller, avec la complicité de civils du voisinage) les maisons juives « à la recherche de preuves ». 
Le 27 juin 1941, le dictateur roumain Ion Antonescu téléphone au colonel Constantin Lupu, commandant de la garnison de Iași, lui ordonnant formellement de « nettoyer Iași de sa population juive », en organisant un pogrom selon des plans mis au point précédemment, tandis que les autorités accusent officiellement la communauté juive de « sabotage » et d'avoir « attaqué des soldats dans la rue ».

## Pogrom et train de la mort
Selon un rapport validé par le gouvernement roumain, une partie de la population civile a participé au pogrom ou en a profité : 
« Ceux qui participèrent à la chasse à l'homme dans la nuit du 28 au 29 juin furent en premier et principalement la police de Iași, aidée par la police bessarabienne [il s'agit des policiers et gendarmes du territoire occupé par l'URSS, qui avaient échappé à la déportation au Goulag et s'étaient regroupés à Iași] et les unités de gendarmerie. Les autres participants furent les soldats de l'armée, des jeunes gens armés par les agents du SSI (Service Spécial d'Information), et la foule qui volait et tuait, sachant qu'elle n'aura pas de compte à rendre de ses actions...
 En plus de donner des informations sur les Juifs, de conduire les soldats aux maisons et aux caches des Juifs, et même de pénétrer eux-mêmes dans les maisons, certains résidents de Iași ont aussi pris part aux arrestations et aux humiliations imposées aux Juifs sur leur chemin vers la Questure. Les auteurs de ces crimes comprenaient des voisins des Juifs, les participants plus ou moins connus des mouvements antisémites (dont des étudiants), des réfugiés bessarabiens, des tsiganes, de modestes fonctionnaires ou employés, des cheminots, des artisans frustrés par la concurrence juive, mais aussi des cols blancs, des retraités et des vétérans de l'armée. »

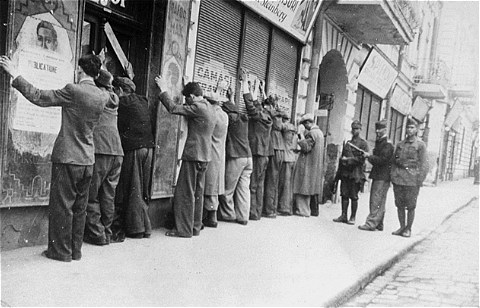
Arrestation de Juifs

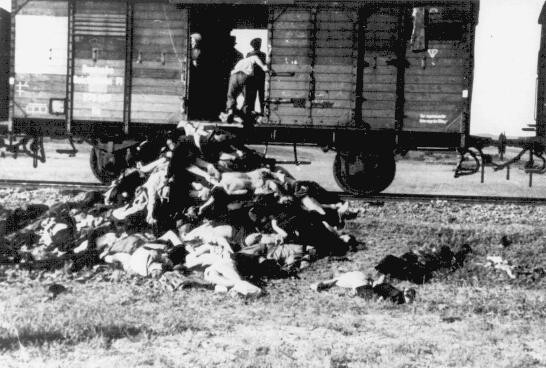
Sur la route de Iasi à Călărași, à Podu Iloaiei, des cadavres de Juifs déportés dans des wagons à bestiaux sans eau, ni nourriture, ni air, y meurent lentement et en sont retirés avant d'être enterrés dans des fosses communes.

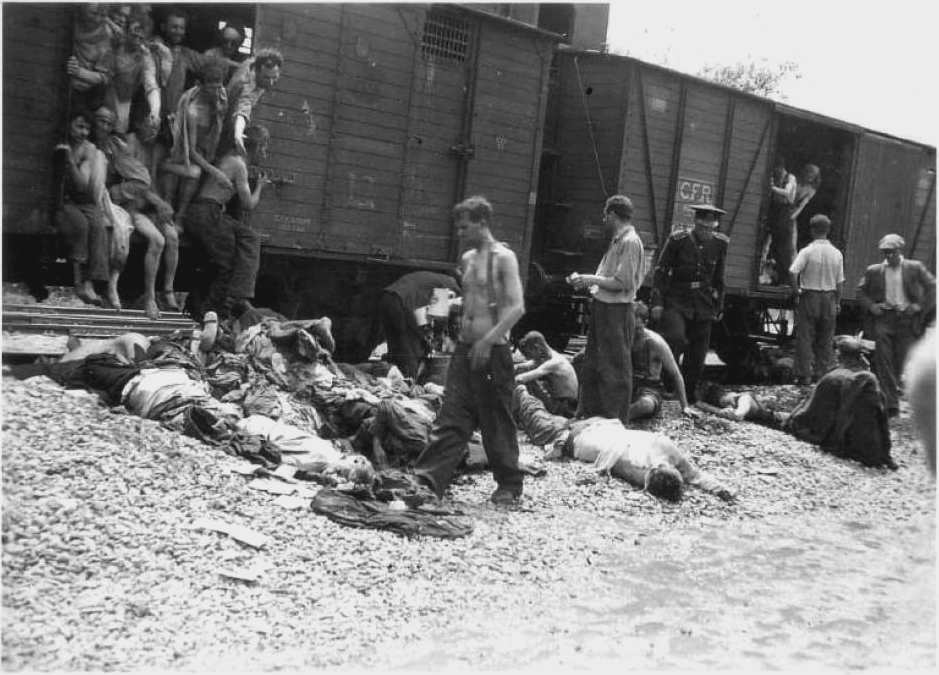
Les cadavres des Juifs morts de faim, de soif et de suffocation sont sortis des wagons du « train oublié » de la gare de triage de Podu Iloaiei.

Dans la nuit, des soldats, des policiers et des civils commencent à massacrer les Juifs. Les voisins chrétiens qui s'y opposent sont intimidés et rossés. Au moins 8 000 personnes, hommes, femmes et enfants, sont tuées dans le pogrom initial. Puis les autorités cherchent les Juifs partout, pénètrent dans leurs maisons, maltraitent les femmes, arrêtent plus de 5 000 Juifs, les dépouillent de tous leurs biens, et les emmènent à la Questure pour être parqués sans eau ni nourriture en attenant leur déportation loin de la frontière soviétique. En chemin, à la Questure puis à la gare, tous ceux qui n'avancent pas assez vite, protestent, supplient ou simplement posent des questions sont frappés, et certains mitraillés. Les deux trains qui doivent les emmener au port danubien de Călărași, sur la frontière bulgare, à plus de 500 km, sont formés de wagons à bestiaux sans toilettes ni eau. On y entasse les Juifs à plus de cent par wagon : ils y périssent d'asphyxie, de soif et de faim. D'après les journaux, le but de cette « déportation » est de les expulser du pays vers la Bulgarie et la Turquie (alors neutres), à charge pour eux d'aller de là en Palestine. Mais ce n'est qu'un prétexte, car les autorités leur ont confisqué tout argent et tout objet précieux, et personne n'a de visa britannique pour la Palestine mandataire. Les deux trains vont les emmener à vitesse réduite pendant huit jours sous un soleil de plomb, et l'un des trains sera même « oublié » à la gare de triage de Podu Iloaiei :  
« Dans le train de la mort qui quitte Iași pour Călărași, dans le sud de la Roumanie, et qui transporte environ 5 000 Juifs, seulement 1 011 atteignent leur destination en vie après sept jours (la police roumaine comptera 1 258 cadavres, mais des centaines de morts furent jetés du train le long des voies entre Mircești, Roman, Săbăoani et Inotești). Le second train, à Podu Iloaiei (situé à 15 kilomètres de Iași), contient près de 2 700 Juifs au départ mais seuls 700 débarquent en vie. D'après les rapports des autorités roumaines de l'époque, 1 900 Juifs furent embarqués dans le train et « seulement » (!) 1 194 sont morts. »

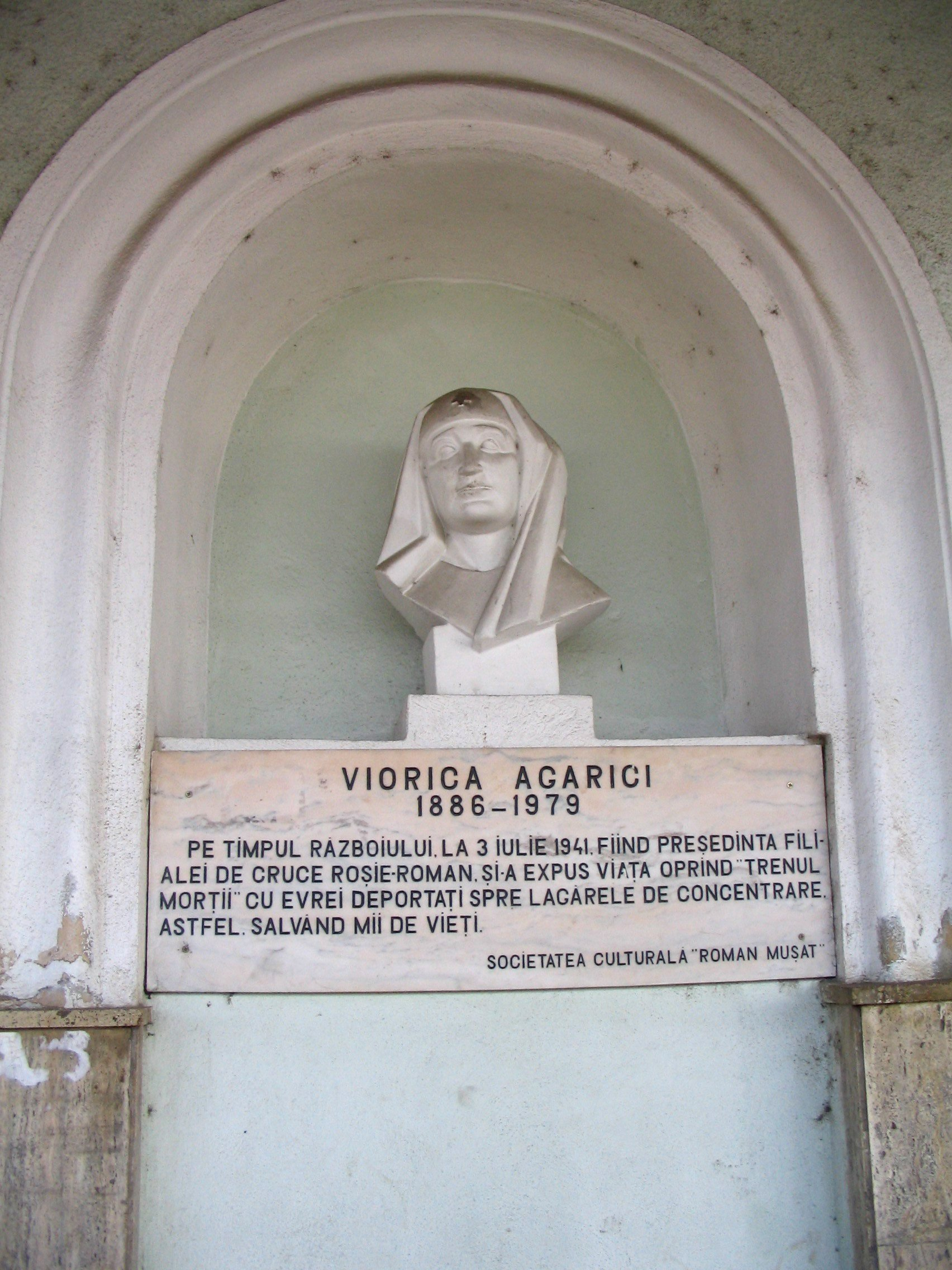
Buste de Viorica Agarici dans la gare de Roman

Le nombre total exact des victimes du pogrom de Iași est inconnu, mais le gouvernement roumain a donné le nombre de 13 226 victimes identifiées, tandis que la communauté juive de Iași parle de près de 15 000 morts.
Au milieu de ces atrocités, les femmes et les hommes qui ont fait preuve d'humanité, tels les paysans tendant du pain, du fromage, des fruits ou des cruches d'eau aux déportés pleurant leur détresse durant les haltes, ont été molestés et repoussés violemment par des gendarmes ou des soldats aux ordres de leur hiérarchie ; des cheminots ont même été arrêtés pour « aide à évasion » après avoir ouvert des wagons. Le pharmacien Beceanu de Iași et la présidente de la Croix-Rouge de la ville de Roman, Viorica Agarici, ont vainement protesté contre la déportation et réussi à cacher une partie des Juifs visés par le pogrom ou échappés des convois. Dans la nuit du 2 juillet 1941, après avoir soigné des soldats roumains blessés sur le front russe qui vient juste de s'ouvrir (opération Barbarossa), elle entend des gens gémir d'un train transportant des Juifs survivants du pogrom de Iași. Profitant de sa position, elle demande et obtient la permission de faire donner de la nourriture et de l'eau aux malheureux passagers agonisants. Son action est condamnée par les fascistes de Roman : menacée de mort, elle doit quitter la ville pour Bucarest. Considérée comme une héroïne par la communauté juive de Roumanie, son buste a été installé, après sa mort en 1979, lors d'une cérémonie commémorative dans la gare de Roman.
Avec eux, cinq citoyens de la ville sont reconnus Justes parmi les nations, titre décerné au nom de l'État d'Israël par le Mémorial de Yad Vashem, pour avoir sauvé des juifs : Elisabeta Nicopoi, Nona Pântea, Grigore Profir, Simionescu Constanting et Mircea Petru Sion. Pour toute la Roumanie, ce sont 139 citoyens qui ont été honorés comme Justes parmi les nations.

### Sépultures
Certaines victimes juives de Iași ont été enterrées par leurs familles au cimetière juif de Iași, mais beaucoup d'autres ont été emmenées par des camions de l'armée dans des fosses communes, et il en fut de même à Podu Iloaiei, à Târgu Jiu, à Sculeni (découverte en 1945), à Propricani (ro) (découverte en 2010) et dans bien d'autres gares le long de la route des « trains de la mort »,,. Auparavant, leurs vêtements avaient été pillés.

## Procès pour crimes de guerre
Les Tribunalele poporului (« tribunaux populaires ») de l'épuration créés en 1945 décident, pour le pogrom de Iași, de juger 57 personnes : 8 militaires de haut rang, le préfet de la région de Iași et le maire de Iași, quatre soldats, le chef de gare de Roman, 20 civils et 22 gendarmes. 165 témoins, principalement des survivants des massacres, sont appelés à la barre. 
La majorité de ceux condamnés pour crimes de guerre et crimes contre la paix (article 2 de la loi 291/1947), soit 23 personnes, y compris sept des généraux et des colonels, sont condamnés aux travaux forcés à vie et à 100 millions de lei de dommages-intérêts. Un colonel est condamné à la prison à vie et à 100 millions de lei de dommages-intérêts. Sept accusés sont condamnés à 25 ans de travaux forcés, douze à 20 ans de travaux forcés, certains à 15 ans et un accusé à 5 ans de travaux forcés. Quelques accusés civils sont acquittés faute de preuves suffisantes. On ignore si les condamnés ont effectué la totalité de leur peine, car l'avènement du régime communiste de Roumanie a jeté le secret sur l'univers carcéral du pays. Quoi qu'il en soit, tous les témoignages convergent pour attester que les participants au pogrom de Iași et au pillage des déportés ont été beaucoup plus nombreux : des centaines certainement, peut-être des milliers de personnes, et en tout cas supérieurs en nombre à ceux qui ont tenté de s'y opposer.

## Exégèse
L'exégèse du pogrom de Iași peut exprimer l'un ou plusieurs de ces quatre points de vue :
- l'approche communiste en fait un « crime du régime bourgeois-aristocratique de la monarchie roumaine, en son ultime exacerbation fasciste, contre une partie du peuple travailleur » sans référence à l'ethnie ou la religion des victimes, ce qui revient à occulter le caractère spécifiquement antisémite de ce crime[15] ;
- l'approche nationaliste oppose « juifs » et « roumains » sur le mode « nation contre nation », qui présuppose qu'on ne peut pas être l'un et l'autre à la fois. Ce point de vue oppose juifs et chrétiens : c'est celui de la Garde de Fer et d'une partie de l'église orthodoxe roumaine, qui affirment qu'on ne peut être roumain que si l'on est chrétien. Le gouvernement Antonescu présenta le pogrom de Iași (et ses autres crimes ultérieurs) comme des « actions de nettoyage de la nation roumaine contre ses parasites », le maréchal ajoutant « peu m'importe si l'Histoire nous considère comme des barbares ». Les roumanophobes, pour leur part, attribuent ces opinions à tous les roumains et parlent de « crimes exemplaires d'un peuple profondément antisémite »[16], ce qui revient à considérer l'ensemble des non-juifs de Roumanie comme des criminels ou des complices des criminels[17] ;
- l'approche négationniste et complotiste met en doute les témoignages pour tenter de minimiser la portée des évènements, en occultant le rôle des autorités, leur idéologie, les rumeurs qu'elles ont sciemment répandues, et le nombre de participants aux pillages, viols et meurtres ; cette approche prétend que les faits ont été grossis par des « complotistes anti-roumains », ce qui revient à recycler les mythes du complot judéo-maçonnique et judéo-communiste[18] ;
- l'approche historique universitaire qui se base sur les archives militaires roumaines et le rapport de la Commission Wiesel, ne privilégie aucun des points de vue précédents et s'en tient aux sources, ce qui revient à faire la part des causes et à les décrire dans toute leur complexité, sans exonérer les criminels et les décideurs de leurs responsabilités et sans instrumentaliser la mémoire des victimes au profit des militantismes politiques postérieurs à la tragédie[19].